# Olympische Jugend-Winterspiele 2024/Teilnehmer (Schweiz)
| Gelbes Symbol für Goldmedaillen mit stilisierten Olympischen Ringen | Graues Symbol für Silbermedaillen mit stilisierten Olympischen Ringen | Braundes Symbol für Bronzemedaillen mit stilisierten Olympischen Ringen |
| ------------------------------------------------------------------- | --------------------------------------------------------------------- | ----------------------------------------------------------------------- |
| 1                                                                   | 1                                                                     | 7                                                                       |

Die Schweiz nahm mit 70 Athleten an den Olympischen Jugend-Winterspielen 2024 in der südkoreanischen Provinz Gangwon teil.

## Medaillen

### Medaillenspiegel
| Rang   | Sportart         | Gold | Silber | Bronze | Gesamt |
| ------ | ---------------- | ---- | ------ | ------ | ------ |
| 1      | Snowboard        | 1    | —      | 1      | 2      |
| 2      | Ski Alpin        | —    | 1      | 1      | 2      |
| 3      | Freestyle-Skiing | —    | —      | 3      | 3      |
| 4      | Curling          | —    | —      | 1      | 1      |
| 4      | Skilanglauf      | —    | —      | 1      | 1      |
| Gesamt | Gesamt           | 1    | 1      | 7      | 9      |

### Medaillengewinner
| Name/n                                                         | Sportart         | Wettkampf           |
| -------------------------------------------------------------- | ---------------- | ------------------- |
| Gold                                                           |                  |                     |
| Noémie Wiedmer                                                 | Snowboard        | Snowboardcross      |
| Silber                                                         |                  |                     |
| Shaienne Zehnder                                               | Ski Alpin        | Riesenslalom        |
| Bronze                                                         |                  |                     |
| Shaienne Zehnder                                               | Ski Alpin        | Super-G             |
| Leena Thommen                                                  | Freestyle-Skiing | Skicross            |
| Lorenzo Rosset Valentine Lagger                                | Freestyle-Skiing | Mixed Team Skicross |
| Nathan Dryburgh Livio Ernst Alissa Rudolf Jana Soltermann      | Curling          | Mixed Team          |
| Alan Bornet                                                    | Freestyle-Skiing | Halfpipe            |
| Nolan Gertsch Ilaria Gruber Leandra Schöpfer Maximilian Wanger | Skilanglauf      | Mixed Staffel       |
| Lura Wick                                                      | Snowboard        | Halfpipe            |

## Teilnehmer nach Sportart

### Biathlon
| Athleten                                               | Wettbewerbe                           | Zeit        | Fehler        | Rang |
| ------------------------------------------------------ | ------------------------------------- | ----------- | ------------- | ---- |
| Frauen                                                 |                                       |             |               |      |
| Lena Baumann                                           | 6 km Sprint                           | 21:16,0 min | 3 (2+1)       | 08   |
| Lena Baumann                                           | 10 km Einzel                          | 44:16,4 min | 7 (1+5+1+0)   | 46   |
| Molly Kafka                                            | 6 km Sprint                           | 21:09,7 min | 1 (1+0)       | 07   |
| Molly Kafka                                            | 10 km Einzel                          | 42:42,5 min | 6 (1+2+1+2)   | 26   |
| Eliane Kiser                                           | 6 km Sprint                           | 24:31,2 min | 6 (3+3)       | 52   |
| Eliane Kiser                                           | 10 km Einzel                          | 43:49,6 min | 4 (1+1+1+1)   | 43   |
| Maëline Triponez                                       | 6 km Sprint                           | 25:13,6 min | 4 (3+1)       | 59   |
| Maëline Triponez                                       | 10 km Einzel                          | 43:42,9 min | 3 (0+1+1+1)   | 38   |
| Männer                                                 |                                       |             |               |      |
| Pablo Baselgia                                         | 7,5 km Sprint                         | 24:13,6 min | 2 (1+1)       | 39   |
| Pablo Baselgia                                         | 12,5 km Einzel                        | 49:12,8 min | 7 (1+2+4+0)   | 54   |
| Yanis Dumaz                                            | 7,5 km Sprint                         | 25:03,8 min | 4 (2+2)       | 58   |
| Yanis Dumaz                                            | 12,5 km Einzel                        | 53:12,0 min | 12 (3+3+3+3)  | 79   |
| Levin Kunz                                             | 7,5 km Sprint                         | 23:31,2 min | 3 (1+2)       | 22   |
| Levin Kunz                                             | 12,5 km Einzel                        | 46:47,0 min | 6 (2+3+1+0)   | 28   |
| Björn Niederhauser                                     | 7,5 km Sprint                         | 24:00,1 min | 1 (0+1)       | 34   |
| Björn Niederhauser                                     | 12,5 km Einzel                        | 48:45,4 min | 6 (1+2+0+3)   | 50   |
| Mixed                                                  |                                       |             |               |      |
| Molly Kafka Levin Kunz                                 | Single-Mixed-Staffel (6 km + 7,5 km)  | 45:31,7 min | 0+7 (0+2 0+5) | 4    |
| Molly Kafka Lena Baumann Levin Kunz Björn Niederhauser | Mixed-Staffel (2 × 6 km + 2 × 7,5 km) | DSQ         | DSQ           | DSQ  |

### Curling
| Wettbewerb            | Mixed Team                                                                                           | Mixed Doppel                                                           |
| --------------------- | --- | ---------------------------------------------------------------------- |
| Athleten              | Nathan Dryburgh Livio Ernst Alissa Rudolf Jana Soltermann                                            | Jana-Tamara Hählen Nevio Orlando Caccivio                              |
| Vorrunde              | Deutschland 11:2 Dänemark 4:6 Südkorea 8:4 Kanada 5:6 Brasilien 13:2 Grossbritannien 3:8 Italien 8:7 | Italien 7:2 Deutschland 6:9 Dänemark 6:3 Kasachstan 9:1 Österreich 9:3 |
| Viertelfinal          | Vereinigte Staaten 4:3                                                                               | ausgeschieden                                                          |
| Halbfinal             | Grossbritannien 6:8                                                                                  | ausgeschieden                                                          |
| Final/Spiel um Bronze | China 10:8                                                                                           | ausgeschieden                                                          |
| Rang                  | Bronze                                                                                               | 9                                                                      |

### Eishockey
| Wettbewerb            | Mädchen-Mannschaft |
| --------------------- | --- |
| Athleten              | Jil May Baker Lorie-Lou Besson Luana Birnstiel Miriana Bottoni Valentina Camenzind Mila Croll Hannah Estermann Alicia Skye Fausch Anne-Eugénie Gendre Laure Mériguet Shayna Angelina Merkofer Sarina Messikommer Nornia Müller Anaïs Rohner Maëlle Rohner Norina Schrupkowski Livia Tschannen Marlen Wälti |
| Vorrunde              | Frankreich 2:0 Deutschland 2:1 |
| Halbfinal             | Japan 1:2 |
| Final/Spiel um Bronze | Deutschland 1:3 |
| Rang                  | 4 |

### Eiskunstlauf
| Athleten               | Wettbewerb | Kurzprogramm/-tanz | Kurzprogramm/-tanz | Kür/Kürtanz | Kür/Kürtanz | Gesamt | Gesamt |
| Athleten               | Wettbewerb | Punkte             | Rang               | Punkte      | Rang        | Punkte | Rang   |
| ---------------------- | ---------- | ------------------ | ------------------ | ----------- | ----------- | ------ | ------ |
| Frauen                 |            |                    |                    |             |             |        |        |
| Carla Anthea Gradinaru | Einzel     | 55,78              | 10                 | 107,19      | 9           | 162,97 | 9      |
| Männer                 |            |                    |                    |             |             |        |        |
| Aurélian Chervet       | Einzel     | 56,55              | 12                 | 109,00      | 13          | 165,55 | 13     |
| Georgii Pavlov         | Einzel     | 61,97              | 07                 | 116,85      | 09          | 178,82 | 09     |

### Eisschnelllauf
| Athleten    | Wettbewerb | Zeit        | Rang |
| ----------- | ---------- | ----------- | ---- |
| Männer      |            |             |      |
| Nevio Gross | 500 m      | 42,03 s     | 29   |
| Nevio Gross | 1500 m     | 2:02,40 min | 22   |

| Athleten    | Wettbewerb  | Halbfinal   | Halbfinal | Final         | Final         | Rang |
| Athleten    | Wettbewerb  | Zeit        | Rang      | Zeit          | Rang          | Rang |
| ----------- | ----------- | ----------- | --------- | ------------- | ------------- | ---- |
| Männer      |             |             |           |               |               |      |
| Nevio Gross | Massenstart | 5:33,59 min | 9         | ausgeschieden | ausgeschieden | 19   |

### Freestyle-Skiing
| Athleten         | Wettbewerb | Qualifikation | Qualifikation | Final         | Final         | Rang   |
| Athleten         | Wettbewerb | Punkte        | Rang          | Punkte        | Rang          | Rang   |
| ---------------- | ---------- | ------------- | ------------- | ------------- | ------------- | ------ |
| Frauen           |            |               |               |               |               |        |
| Nour El Khazen   | Slopestyle | DNS           | DNS           | DNS           | DNS           | DNS    |
| Männer           |            |               |               |               |               |        |
| Alan Bornet      | Halfpipe   | 67,00         | 5             | 85,00         | 3             | Bronze |
| Viktor Maksyagin | Slopestyle | 89,25         | 2             | 76,25         | 4             | 4      |
| Viktor Maksyagin | Big Air    | 62,00         | 16            | ausgeschieden | ausgeschieden | 16     |
| Aloïs Penchaud   | Slopestyle | 74,50         | 8             | 61,75         | 9             | 9      |
| Aloïs Penchaud   | Big Air    | 76,25         | 10            | 97,50         | 9             | 9      |
| Aloïs Penchaud   | Halfpipe   | 50,25         | 12            | ausgeschieden | ausgeschieden | 12     |
| Lars Ruchti      | Slopestyle | 87,75         | 3             | 63,00         | 7             | 7      |
| Lars Ruchti      | Big Air    | 75,50         | 12            | ausgeschieden | ausgeschieden | 12     |

| Athleten                        | Wettbewerbe         | Vorrunde | Viertelfinal | Halbfinal     | Final/Kleiner Final | Rang   |
| Athleten                        | Wettbewerbe         | Rang     | Rang         | Rang          | Rang                | Rang   |
| ------------------------------- | ------------------- | -------- | ------------ | ------------- | ------------------- | ------ |
| Frauen                          |                     |          |              |               |                     |        |
| Valentine Lagger                | Skicross            | 3        | —            | 2             | Final: 4            | 4      |
| Leena Thommen                   | Skicross            | 2        | —            | 2             | Final: 3            | Bronze |
| Männer                          |                     |          |              |               |                     |        |
| Lucas Looze                     | Skicross            | 6        | —            | ausgeschieden | ausgeschieden       | 12     |
| Lorenzo Rosset                  | Skicross            | 9        | —            | ausgeschieden | ausgeschieden       | 18     |
| Mixed                           |                     |          |              |               |                     |        |
| Lucas Looze Leena Thommen       | Mixed-Team Skicross | 1        | 2            | 3             | Kleines Final: 1    | 5      |
| Lorenzo Rosset Valentine Lagger | Mixed-Team Skicross | 2        | 1            | 2             | Final: 3            | Bronze |

| Athleten      | Wettbewerb  | Gruppenphase | Gruppenphase | Halbfinal     | Halbfinal     | Halbfinal     | Final/Kleiner Final | Final/Kleiner Final | Final/Kleiner Final | Rang |
| Athleten      | Wettbewerb  | Punkte       | Rang         | Gegner        | Punkte        | Rang          | Gegner              | Punkte              | Rang                | Rang |
| ------------- | ----------- | ------------ | ------------ | ------------- | ------------- | ------------- | ------------------- | ------------------- | ------------------- | ---- |
| Männer        |             |              |              |               |               |               |                     |                     |                     |      |
| Tazio Buzzi   | Dual Moguls | 8            | 16           | ausgeschieden | ausgeschieden | ausgeschieden | ausgeschieden       | ausgeschieden       | ausgeschieden       | 16   |
| Joel Gianella | Dual Moguls | 5            | 20           | ausgeschieden | ausgeschieden | ausgeschieden | ausgeschieden       | ausgeschieden       | ausgeschieden       | 20   |

### Nordische Kombination
| Athleten    | Wettbewerb | Skispringen | Skispringen | Skispringen | Langlauf    | Langlauf | Rang |
| Athleten    | Wettbewerb | Weite       | Punkte      | Rang        | Zeit        | Rang     | Rang |
| ----------- | ---------- | ----------- | ----------- | ----------- | ----------- | -------- | ---- |
| Frauen      |            |             |             |             |             |          |      |
| Giulia Belz | Einzel     | 83,0 m      | 75,1        | 18          | 14:14,6 min | 17       | 17   |
| Männer      |            |             |             |             |             |          |      |
| Finn Kempf  | Einzel     | 100,0 m     | 120,7       | 9           | 15:00,7 min | 8        | 8    |
| Noé Kempf   | Einzel     | 88,0 m      | 86,1        | 24          | 17:03,6 min | 20       | 20   |

### Ski Alpin
| Athleten         | Wettbewerb         | Lauf 1  | Lauf 1 | Lauf 2  | Lauf 2 | Gesamt      | Gesamt |
| Athleten         | Wettbewerb         | Zeit    | Rang   | Zeit    | Rang   | Zeit        | Rang   |
| ---------------- | ------------------ | ------- | ------ | ------- | ------ | ----------- | ------ |
| Frauen           |                    |         |        |         |        |             |        |
| Justine Herzog   | Super-G            | —       | —      | —       | —      | 54,96 s     | 4      |
| Justine Herzog   | Alpine Kombination | 56,38 s | 3      | 54,52 s | 19     | 1:50,90 min | 14     |
| Justine Herzog   | Riesenslalom       | 49,14 s | 6      | 53,29 s | 6      | 1.42,43 min | 4      |
| Justine Herzog   | Slalom             | 51,77 s | 14     | 48,29 s | 3      | 1:40,06 min | 7      |
| Fabienne Wenger  | Super-G            | —       | —      | —       | —      | 54,01 s     | 5      |
| Fabienne Wenger  | Alpine Kombination | 55,80 s | 1      | 53,89 s | 18     | 1:49,69 min | 5      |
| Fabienne Wenger  | Riesenslalom       | 49,27 s | 7      | 54,39 s | 15     | 1:43,66 min | 9      |
| Fabienne Wenger  | Slalom             | 50,89 s | 9      | 49,05 s | 6      | 1:39,94 min | 5      |
| Shaienne Zehnder | Super-G            | —       | —      | —       | —      | 53,75 s     | Bronze |
| Shaienne Zehnder | Alpine Kombination | 56,79 s | 6      | 53,14 s | 13     | 1:49,93 min | 6      |
| Shaienne Zehnder | Riesenslalom       | 48,56 s | 2      | 52,65 s | 1      | 1:42,21 min | Silber |
| Shaienne Zehnder | Slalom             | 51,08 s | 11     | 49,17 s | 11     | 1:40,25 min | 8      |
| Männer           |                    |         |        |         |        |             |        |
| Robert Clarke    | Super-G            | —       | —      | —       | —      | 55,12 s     | 8      |
| Robert Clarke    | Alpine Kombination | 54,71 s | 6      | 57,35   | 23     | 1:52,06 min | 16     |
| Robert Clarke    | Riesenslalom       | 50,95 s | 19     | 46,50 s | 13     | 1:37,45 min | 13     |
| Robert Clarke    | Slalom             | 49,18 s | 24     | DSQ     | DSQ    | DSQ         | DSQ    |
| Yanis Häusermann | Super-G            | —       | —      | —       | —      | 55,86 s     | 20     |
| Yanis Häusermann | Alpine Kombination | 55,51 s | 14     | 57,23 s | 22     | 1:52,74 min | 20     |
| Yanis Häusermann | Riesenslalom       | 51,71 s | 26     | DNF     | DNF    | DNF         | DNF    |
| Yanis Häusermann | Slalom             | 48,74 s | 21     | 54,25   | 16     | 1:42,99 min | 14     |
| Romain Monney    | Super-G            | —       | —      | —       | —      | 55,71 s     | 19     |
| Romain Monney    | Alpine Kombination | 57,26 s | 34     | 58,11 s | 24     | 1:55,37 min | 24     |
| Romain Monney    | Riesenslalom       | 50,57 s | 13     | 46,99 s | 18     | 1:37,56 min | 14     |
| Romain Monney    | Slalom             | 50,15 s | 31     | 54,22 s | 15     | 1:44,37 min | 17     |

| Athleten                       | Wettbewerbe | Achtelfinal | Achtelfinal | Viertelfinal | Viertelfinal | Halbfinal     | Halbfinal     | Final/Platz 3 | Final/Platz 3 | Rang |
| Athleten                       | Wettbewerbe | Gegner      | Punkte      | Gegner       | Punkte       | Gegner        | Punkte        | Gegner        | Punkte        | Rang |
| ------------------------------ | ----------- | ----------- | ----------- | ------------ | ------------ | ------------- | ------------- | ------------- | ------------- | ---- |
| Mixed                          |             |             |             |              |              |               |               |               |               |      |
| Shaienne Zehnder Romain Monney | Mannschaft  | KOR         | 3:1         | FIN          | 2:2 1        | ausgeschieden | ausgeschieden | ausgeschieden | ausgeschieden | 7    |

### Skilanglauf
| Athleten                                                                 | Wettbewerb       | Zeit        | Rang   |
| ------------------------------------------------------------------------ | ---------------- | ----------- | ------ |
| Frauen                                                                   |                  |             |        |
| Ilaria Gruber                                                            | 7,5 km klassisch | 24:28,2 min | 29     |
| Leandra Schöpfer                                                         | 7,5 km klassisch | 22:59,4 min | 09     |
| Männer                                                                   |                  |             |        |
| Nolan Gertsch                                                            | 7,5 km klassisch | 20:15,8 min | 07     |
| Maximilian Alexander Wanger                                              | 7,5 km klassisch | 20:35,0 min | 13     |
| Mixed                                                                    |                  |             |        |
| Leandra Schöpfer Nolan Gertsch Ilaria Gruber Maximilian Alexander Wanger | 4 × 5-km-Staffel | 53:13,3 min | Bronze |

| Athleten                    | Wettbewerb      | Qualifikation | Qualifikation | Viertelfinal | Viertelfinal | Halbfinal     | Halbfinal     | Final         | Final         | Rang |
| Athleten                    | Wettbewerb      | Zeit          | Rang          | Zeit         | Rang         | Zeit          | Rang          | Zeit          | Rang          | Rang |
| --------------------------- | --------------- | ------------- | ------------- | ------------ | ------------ | ------------- | ------------- | ------------- | ------------- | ---- |
| Frauen                      |                 |               |               |              |              |               |               |               |               |      |
| Ilaria Gruber               | Sprint Freistil | 3:28,55 min   | 02            | 3:36,63 min  | 1            | 4:08,09 min   | 6             | ausgeschieden | ausgeschieden | 11   |
| Leandra Schöpfer            | Sprint Freistil | 3:44,47 min   | 24            | 3:41,13 min  | 4            | ausgeschieden | ausgeschieden | ausgeschieden | ausgeschieden | 20   |
| Männer                      |                 |               |               |              |              |               |               |               |               |      |
| Nolan Gertsch               | Sprint Freistil | 3:09,85 min   | 20            | 3:04,88 min  | 3            | 3:10,60 min   | 1             | 3:19,14 min   | 5             | 5    |
| Maximilian Alexander Wanger | Sprint Freistil | 3:08,57 min   | 11            | 3:04,69 min  | 2            | 3:10,72 min   | 4             | ausgeschieden | ausgeschieden | 8    |

### Skispringen
| Athleten      | Wettbewerb    | 1. Durchgang | 1. Durchgang | 1. Durchgang | 2. Durchgang | 2. Durchgang | 2. Durchgang | Gesamt | Gesamt |
| Athleten      | Wettbewerb    | Weite        | Punkte       | Rang         | Weite        | Punkte       | Rang         | Punkte | Rang   |
| ------------- | ------------- | ------------ | ------------ | ------------ | ------------ | ------------ | ------------ | ------ | ------ |
| Frauen        |               |              |              |              |              |              |              |        |        |
| Celina Wasser | Normalschanze | 69,5 m       | 34,8         | 23           | 65,0         | 28,8         | 27           | 63,6   | 26     |
| Männer        |               |              |              |              |              |              |              |        |        |
| Lars Künzle   | Normalschanze | 67,5 m       | 38,2         | 36           | 68,5 m       | 32,9         | 37           | 71,4   | 37     |
| Felix Trunz   | Normalschanze | 103,5 m      | 110,1        | 4            | 101,0 m      | 98,9         | 8            | 209,0  | 4      |

### Snowboard
| Athleten       | Wettbewerb | Qualifikation | Qualifikation | Final         | Final         | Rang   |
| Athleten       | Wettbewerb | Punkte        | Rang          | Punkte        | Rang          | Rang   |
| -------------- | ---------- | ------------- | ------------- | ------------- | ------------- | ------ |
| Frauen         |            |               |               |               |               |        |
| Lura Wick      | Halfpipe   | 71,50         | 5             | 78,00         | 3             | Bronze |
| Männer         |            |               |               |               |               |        |
| Jonas Hasler   | Halfpipe   | 77,75         | 4             | 78,00         | 6             | 6      |
| Reef Hasler    | Slopestyle | 55,50         | 8             | 49,00         | 8             | 8      |
| Reef Hasler    | Big Air    | 47,75         | 16            | ausgeschieden | ausgeschieden | 16     |
| Reef Hasler    | Halfpipe   | 50,75         | 12            | ausgeschieden | ausgeschieden | 12     |
| Mischa Zürcher | Slopestyle | 39,75         | 12            | ausgeschieden | ausgeschieden | 12     |
| Mischa Zürcher | Big Air    | 52,75         | 14            | ausgeschieden | ausgeschieden | 14     |
| Mischa Zürcher | Halfpipe   | 67,50         | 8             | 70,25         | 7             | 7      |

| Athleten                       | Wettbewerbe               | Vorrunde | Viertelfinal | Halbfinal     | Final/Kleiner Final | Rang |
| Athleten                       | Wettbewerbe               | Rang     | Rang         | Rang          | Rang                | Rang |
| ------------------------------ | ------------------------- | -------- | ------------ | ------------- | ------------------- | ---- |
| Frauen                         |                           |          |              |               |                     |      |
| Nuria Gubser                   | Snowboardcross            | 9        | —            | ausgeschieden | ausgeschieden       | 17   |
| Noémie Wiedmer                 | Snowboardcross            | 1        | —            | 1             | Final: 1            | Gold |
| Männer                         |                           |          |              |               |                     |      |
| Jonas Aschilier                | Snowboardcross            | 11       | —            | ausgeschieden | ausgeschieden       | 21   |
| Noah Kocherhans                | Snowboardcross            | 8        | —            | ausgeschieden | ausgeschieden       | 16   |
| Mixed                          |                           |          |              |               |                     |      |
| Noah Kocherhans Noémie Wiedmer | Mixed-Team Snowboardcross | Freilos  | 2            | 2             | Final: 4            | 4    |
| Jonas Aschilier Nuria Gubser   | Mixed-Team Snowboardcross | Freilos  | 3            | ausgeschieden | ausgeschieden       | 11   |